# Piemonte (nave)
Il piroscafo Piemonte fu una delle due imbarcazioni utilizzate per trasportare i Mille al comando di Giuseppe Garibaldi da Quarto verso la Sicilia.

## Caratteristiche
Si trattava di una nave in legno con propulsione a vapore, di proprietà della società armatoriale Rubattino, così come il Lombardo, l'altro piroscafo utilizzato nell'impresa; dislocava 1512 tonnellate ed aveva una macchina della forza nominale di 519 cavalli. Fu varata a Glasgow nel 1851 ed adibita al servizio postale.

## Storia
L'utilizzo delle due navi, dopo che un gruppo di garibaldini al comando di Nino Bixio se ne impadronì nella notte tra il 5 ed il 6 maggio del 1860, nel porto di Genova, è al centro di controverse ricostruzioni storiche, anche se fu chiaro, fin dall'inizio, che il loro furto fosse simulato, poiché avvenuto sulla base di un accordo tra Garibaldi e il direttore della società Giovanni Battista Fauché.
Il Piemonte salpò trainando l'altro piroscafo che non aveva ancora le macchine in pressione, Garibaldi stesso si imbarcò sul Piemonte, in quanto dopo ore di attesa a Quarto si fece portare in barca al porto di Genova per verificare la situazione, comandante del Piemonte fu Salvatore Castiglia., mentre Bixio prese posto sul Lombardo.
Il Piemonte, insieme al Lombardo, dopo avere raccolto i volontari e i materiali dalle barche in attesa presso il vicino quartiere di Foce, (vedere: Foce e la Spedizione dei Mille), si diressero a Quarto, dove fu imbarcato il resto degli uomini, Dopo le soste a Talamone e a Porto Santo Stefano, effettuate per fare rifornimento, le due navi diressero verso la Sicilia.
Giunti a Marsala l'11 maggio 1860, eludendo le navi borboniche in crociera, il Piemonte raggiunse il molo, entrò in porto attraccando al molo tra navi mercantili inglesi, mentre il Lombardo si arenò in una secca. Dopo lo sbarco dei garibaldini a Marsala il legno piemontese fu oggetto dei colpi dei cannoni delle navi borboniche sopraggiunte. Il piroscafo, abbandonato dai Mille, fu poi catturato in serata dalla Real Marina del Regno delle Due Sicilie e trasportato a Napoli. Con decreto del 5 ottobre Garibaldi dispose che dovesse venir preservato, insieme al Lombardo, «in memoria della iniziativa del popolo italiano», e la società Rubattino fu indennizzata, per la sua perdita, con 150.000 lire. Nel 1861 fu quindi radiato dai quadri del naviglio italiano, rimanendo nella darsena napoletana, ma nel 1866, in spregio a quanto decretato dal Generale, fu demolito e venduto.